# Фет (комуна)
59°52′47″ пн. ш. 11°13′14″ сх. д. / 59.879722222222° пн. ш. 11.220555555556° сх. д.
Фет (норв. Fet) — комуна у (фюльке Акерсгус у Норвегії, в історичному регіоні — Ромеріку. Адміністративний центр комуни — село Фетсунн (норв. Fetsund З 2005 року головою адміністрації комуни є Лісбет Лофтгус Габрієльсен (Lisbet Lofthus Gabrielsen) від Норвезької робочої партії.

## Історія

### Назва
Початкова назва комуни — Fit вперше згадується в 1321 році і походить з давньоісландської мови, де воно означає «луг на березі озера».
З 1 січня 1838 року Фет має статус норвезької комуни. А 1 липня 1929 року частина комуни Фет була перетворена в нову комуну — Релінген (норв. Rælingen

### Герб
Новий герб комуни був затверджений 19 грудня 1986 року — на зеленому тлі стилізований срібний багор, який використовується для сплавки лісу, так як в околицях Фета здавна сплавлявся ліс, в процесі чого використовувались подібні багри. Кольори — зелений і срібний — символізують луг і озеро, так як назва муніципалітету означає «луг на березі озера». Схожі герби, із зображенням таких же Багров, можна побачити і у інших комун і міст Норвегії.

## Географія

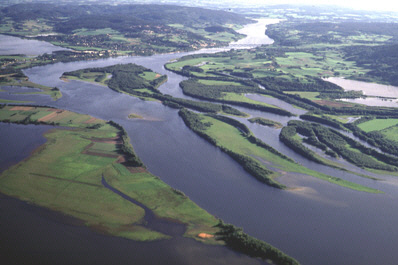
Дельта Гломми

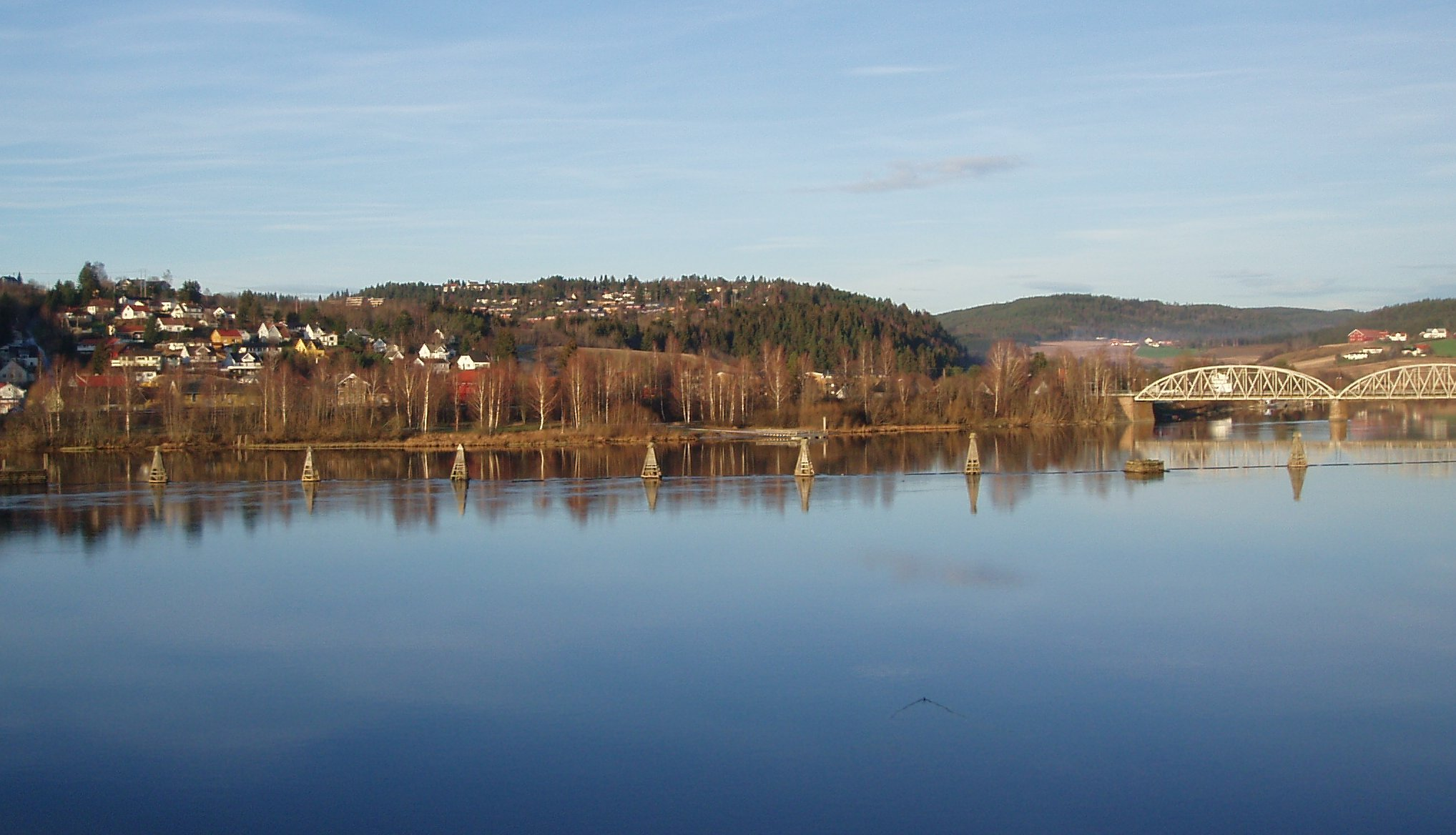
Вид на Фетсунн — адміністративний центр комуни

Фет розташований на східному березі озера Ейерен (норв. Øyeren) На території комуни знаходиться місце, де річка Гломма — найдовша річка Норвегії (604 км), впадає в Ейерен. Утворена в цьому місці дельта вважається найбільшою внутрішньою дельтою в Європі. Дельта простягається до протилежного берега озера в його вузькому місці. Аж до 1985 року по Гломмі до цього місця сплавляли ліс, який далі транспортували залізницею. У наш час збереглося багато споруд лісозаготівельної промисловості, частина з них є в даний час музеями і культурними центрами.

## Статистика
За даними норвезької влади, за кількістю жителів (9485 осіб) Фет займає 108 місце серед муніципалітетів країни, за розміром — 347 місце. За період з 1997 року по 2007 рік населення комуни зросло на 10,5 %. Загальна площа комуни — 176 км², однак на сушу припадає лише 137 км², так що реальна щільність населення близько 70 чоловік / км².